# Skivaffärens dag
Skivaffärens dag (engelska: Record Store Day) arrangeras årligen sedan 2007 den tredje lördagen i april för att uppmärksamma de självständigt ägda skivaffärerna.

### Fotnoter
1. ↑  About Record Store Day
2. ↑  ”Guldkorn släppta på skivaffärens dag” (på svenska). Svenska Dagbladet. 18 april 2010. https://www.svd.se/guldkorn-slappta-pa-skivaffarens-dag. Läst 19 januari 2022.